# Флёров, Александр Фёдорович
Александр Фёдорович Флёров (1872—1960) — русский и советский ботаник — флорист и геоботаник, доктор биологических наук (1935), профессор Донского политехнического института, заведующий кафедрой анатомии и физиологии Ростовского-на-Дону университета.

## Биография
Родился 12 июня 1872 года в имении М. Е. Салтыкова-Щедрина Спас-Угле в Тверской губернии. Учился на естественнонаучном отделении физико-математического факультета Московского университета, окончил его в 1895 году, после чего остался при кафедре физиологии растений.
С 1899 по 1901 год работал ассистентом на кафедре ботаники Варшавского политехнического института, преподавал техническую микробиологию в Варшавском университете. В 1902 году вернулся в Москву, где стал читать курсы общей микробиологии и географии растений.
В 1902 году защитил диссертацию магистра в Юрьевском университете, за которую по ходатайству профессора Н. И. Кузнецова получил также степень доктора.
С 1905 года Александр Фёдорович работал консерватором гербария Санкт-Петербургского ботанического сада. В 1908—1910 годах руководил ботаническими экспедициями Переселенческого управления.
В 1913 году А. Ф. Флёров был назначен профессором по кафедре ботаники Донского политехнического института (ныне — Южно-Российский государственный политехнический университет).
Заведовал кафедрой анатомии и физиологии Ростовского-на-Дону университета (ныне — Южный федеральный университет) с 1935 по 1944 год.
Опубликовал целый ряд работ по флоре России, в частности, Средней полосы, Северного Кавказа, Черноморского побережья, Прикаспия.
Скончался 13 октября 1960 года.

## Некоторые публикации
- Флёров, А. Ф. Флора Владимирской губернии. — М., 1902.
- Флёров, А. Ф. Луговые травы Средней России. — М., 1903. — 160 с.
- Флёров, А. Ф. Окская флора. — СПб., 1907—1910. — 788 с.
- Флёров, А. Ф. Флора Калужской губернии (Калужская флора). — Калуга, 1907—1912.

## Растения, названные именем А. Ф. Флёрова
- Aconitum flerovii Steinb., 1937 — Борец Флёрова
- Euphorbia flerowii Woronow ex Flerow, 1940
- Trapa flerovii Dobrocz., 1955 — Рогульник Флёрова